# レウェシセラス
レウェシセラス（学名：Lewesiceras）は、アンモナイト目パキディスカス科に属する大型アンモナイトの属。
レウェシセラスは、9960万年から8930万年前の後期白亜紀のセノマニアンからチューロニアンにかけ生息していた。レウェシセラスは、海中で活発に動く遊泳肉食動物であった。

## 化石の分布
アルメニア、フランス、ドイツ、アメリカ（テキサス）、ウズベキスタンの白亜紀の堆積物から発見された。

## 種
- Lewesiceras mantelli Wright and Wright, 1951
- Lewesiceras peramplum (Mantell, 1822)
- Lewesiceras wiedmanni Wright & Kennedy, 1984

## ギャラリー

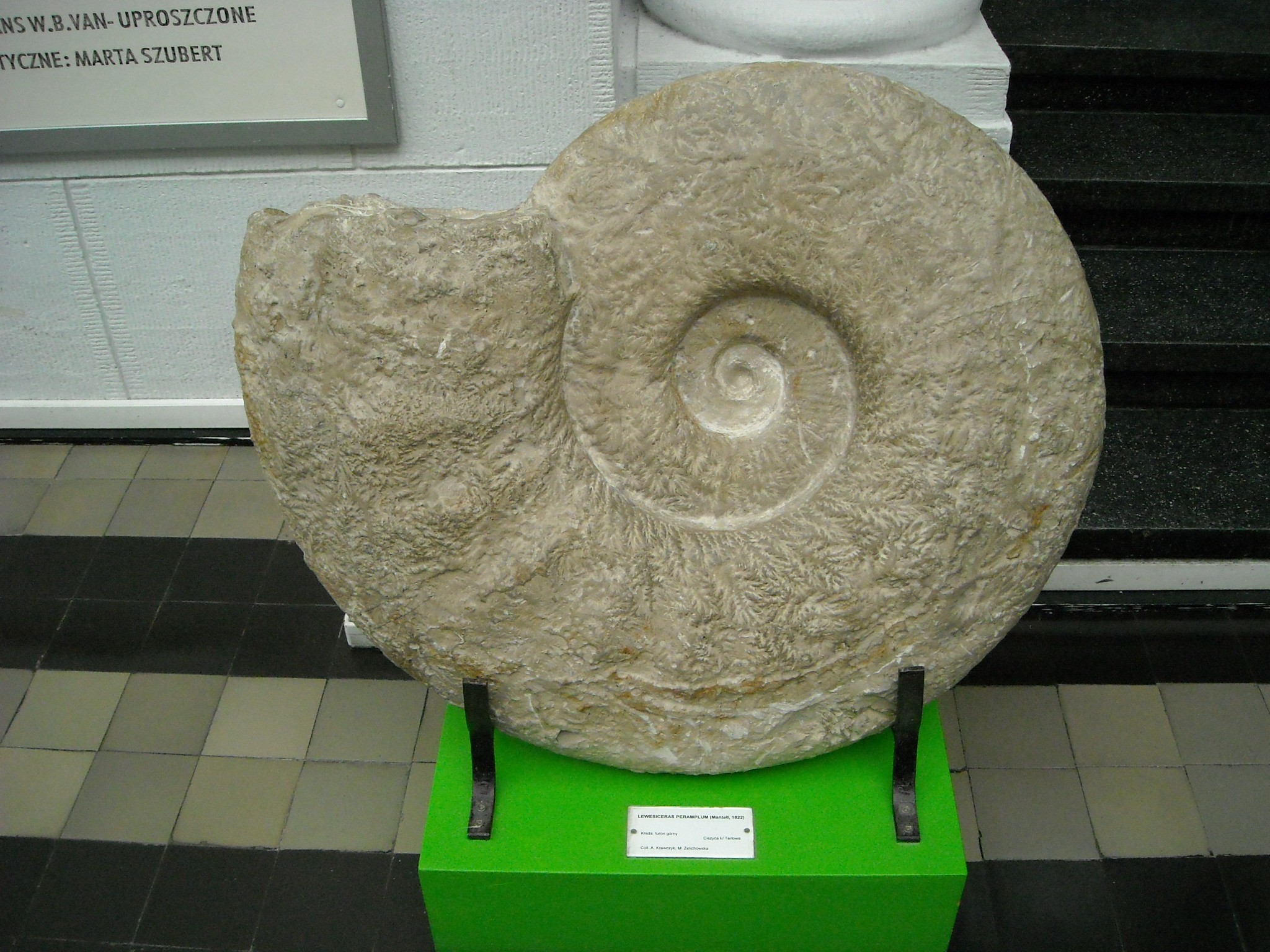
ポーランド産の後期チューロニアンから発見された Lewesiceras peramplum
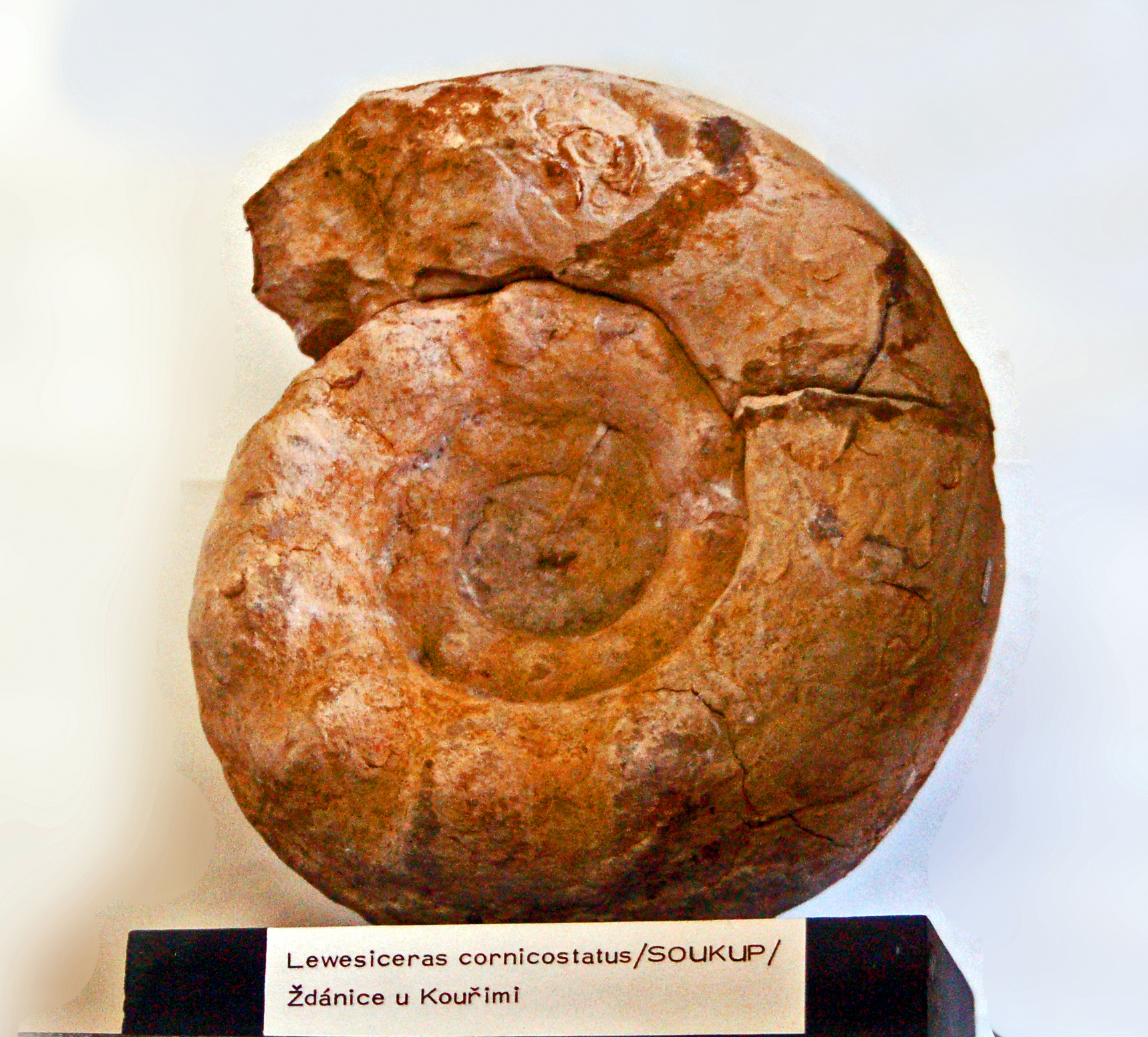
チェコ産の Lewesiceras cornicostatus、国立博物館 (プラハ)
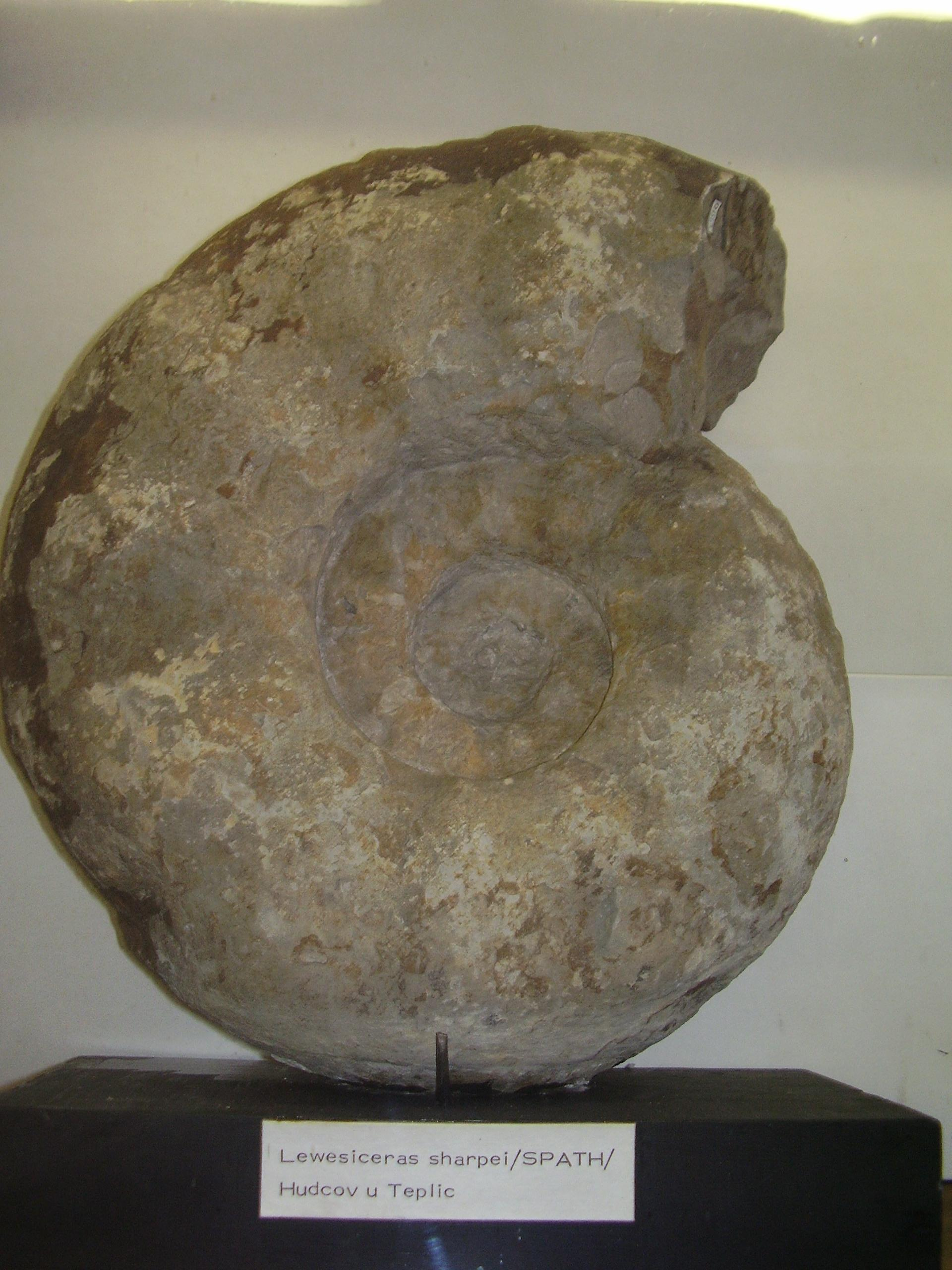
チェコ産の Lewesiceras sharpei、国立博物館 (プラハ)